# وحيدات الخلية الحمئية
وحيدات الخلية الحمئية (الاسم العلمي: Caenimonas) هي جنس من البكتيريا، سلبية الغرام، تتبع فصيلة الكوماموناسيات.